# Водопой (Харьковская область)
Водопо́й (укр. Водопій) — село в Валковской городской общине Богодуховского района Харьковской области Украины.
Код КОАТУУ — 6321282002. Население по переписи 2001 г. составляет 305 (146/159 м/ж) человек.

## Географическое положение
Село Водопой примыкает к селу Гонтов Яр, в 2-х км находится г. Валки.
Рядом с селом проходит автомобильная дорога М-03 (E 40).

## История
- 1702 - дата основания.
- В 1940 году, перед ВОВ, на хуторе Водопой без окружающих хуторов были 86 дворов и ветряная мельница.[1]